# 馬力
馬力（ばりき、英: horsepower）は、仕事率の計量単位である。ヤード・ポンド法に基づく英馬力（メカニカル・ホースパワーまたはインペリアル・ホースパワー）、メートル法に基づく仏馬力（メトリック・ホースパワー）を始めとして、馬力の定義はいくつかある。日本の計量法では、仏馬力を特例的に当分の間のみ認めており、正確に735.5ワットを1仏馬力と定義している。
国際単位系 (SI) における仕事率の単位はワット (W) であり、馬力はSI併用単位にも採用されていない。

## 由来
名前の通り、元々は馬一頭が発揮する仕事率を1馬力と定めたものであった。1馬力は輓馬（荷を引く馬）が継続的に荷を引っ張る際の仕事率を基準にしており、瞬発的にはより大きな仕事率を出すことができる。例えば、全力で加速しているサラブレッドは、実際には数十馬力もの脚力を出している。人間の瞬間的な最大仕事率は約1馬力、継続的に発揮できる仕事率は約0.14馬力である。
計量単位としての馬力にはいくつかの種類があるが、いずれも現在では明確な基準によって定義されている。
転じて「馬力」には、「馬力のある人」のような精力的な力・活力・体力の意味でも用いられる。

## 英馬力
馬力はジェームズ・ワットが蒸気機関の仕事率を示すのに、標準的な荷役馬1頭のする仕事を基準としたことに始まる。このワットによる馬力が、のちの英馬力の起源である。
英馬力は「1秒間につき550重量ポンド (lbf) の重量を1フィート (ft) 動かすときの仕事率」(550 lbf·ft/s) である。
この数値となった経緯は以下の通り。標準的な荷役馬の牽引力の平均が180重量ポンド、荷役馬に1時間牽引させ進んだ距離が10852フィートであった。したがって、仕事率は180×10 852=1953 360フィート・重量ポンド/時=32 556フィート・重量ポンド/分となる。この数値を33 000フィート・重量ポンド/分と丸めた上で、1秒当たりを算出したものがと550フィート・重量ポンド/秒である。
1英馬力は約745.700ワットであり、イギリスの法令では1英馬力 = （正確に）745.699 871 582 270 22 ワットである。この17桁の数値は、550フィート・重量ポンド/秒 = 550×0.3048（m/フィート）× 0.453 592 37（kg/ポンド）×重力加速度9.806 65 (m/s2) を、桁を丸めることなく算出したものである。
英馬力は、英語の「horse power」の頭文字をとってHPという記号で表される。hpと小文字で書くこともあり、HPを合字にした㏋ (U+33CB、JIS X 0213 1-3-62) も使われる。また、出力を測定するダイナモメータが制動力（ブレーキ力）を利用して測定されることから、「brake horse power」の頭文字をとったbhpが使われることがあり、数値はHP=bhpとなる。（カタログなどではBHPと大文字で表記されることもある。）同様に、エンジンやタービンの軸出力（軸馬力）として英語の「shaft horse power」の頭文字をとったshpが使われることもある。近年では後述のPSやkWが使われることが多く、HP、bhpは主にアメリカとイギリスの自動車メーカーで使われている。

## 仏馬力
仏馬力は、メートル法（重力単位系）に基づいて、英馬力の値に近づけながらも可能な限り簡素な数値によって定義したものである。メートル法がフランス発祥であることから仏馬力と呼ばれる。その定義は、「1秒間につき75重量キログラム (kgf) の力で1メートル動かすときの仕事率」(75 kgf·m/s) となる。ワットで表すと、1仏馬力は 735.498 75 ワットである。ただし、日本の計量法では、1仏馬力= （正確に）735.5 ワットである（計量単位令第11条第2項）。
こういう数値になった経緯は、英馬力から仏馬力を決めたことにある。1 ft·lbf ≒ 0.138 255 kgf·mであり、550フィート・重量ポンド/秒が1英馬力である。それをメートル法に換算すると 550 lbf·ft/s ≒ 76.040 225 kgf·m/sとなる。この数字をもとに、きりのいい 75 kgf·m/s がフランス馬力とされた。
このため英馬力と仏馬力は等しくなく（英馬力＞仏馬力）、1 仏馬力 (PS) = 約 0.986 32 英馬力 (HP) である。

### 記号
| 言語                      | 呼称            | 記号  |
| ------------------------- | --------------- | ----- |
| 日本語                    | 馬力            | PS    |
| ドイツ語                  | Pferdestärke    | PS    |
| フランス語                | cheval-vapeur   | ch    |
| イタリア語                | cavallo vapore  | CV    |
| スペイン語                | Caballos        | CV    |
| ポルトガル語              | Cavalos         | CV    |
| スウェーデン語            | hästkraft       | hk    |
| デンマーク語 ノルウェー語 | hestekraft      | hk    |
| 英語                      | horse power     | HP    |
| フィン語                  | hevosvoima      | hv    |
| チェコ語                  | koňská síla     | k, ks |
| クロアチア語              | konjska snaga   | k, ks |
| ポーランド語              | koń mechaniczny | KM    |
| マジャール語              | lóerő           | LE    |
| ロシア語                  | Лошадиные силы  | л. с. |
| オランダ語                | paardenkracht   | pk    |

記号は、ドイツ語のPferdestärke（馬の力）の頭文字の、PS または ps がヨーロッパで使われるほか、表のような各国固有の記号も使われる。

## 日本における馬力

### 計量法
1999年施行の新計量法では、仏馬力のみを暫定的に採用した。すなわち計量法附則第6条と計量単位令第11条は、「仏馬力は、内燃機関に関する取引又は証明その他の政令で定める取引又は証明（=外燃機関に関する取引又は証明）に用いる場合にあっては、当分の間、工率の法定計量単位とみなす。」とし、計量単位令第11条第2項は、1仏馬力 = （正確に）735.5ワットと定義している。
これは、新計量法がSIを全面的に導入するために制定されたものであり、本来であればSI組立単位であるワットを使うべきであるが、馬力がいまだに広く使われており、これを廃止すると混乱を招くために移行措置として当分の間、暫定的に使用を認めているものである。今日でも、レシプロエンジンの出力表示にはキロワット (kW) とともに馬力（仏馬力）が併記されることがある。
特に自動車用エンジンについては、新計量法導入から20年以上経過した現在においてもキロワット (kW)表示は個人ユーザーから事業者レベルに至るまでほとんど浸透しておらず、カタログ等では依然としてkWに加えPSが併記されている。

### 記号
日本における仏馬力の単位記号は、大文字の「PS」である。小文字のpsは用いることができない。

### 過去の経緯
日本の旧計量法では、1馬力は英馬力とも仏馬力とも違い、仏馬力をベースに重力加速度を（正確に）10 m/s2として計算した750ワットとしていた。これを日本馬力と呼んでいたことがある。日本馬力は1999年施行の計量法で廃止された。
なお、第二次世界大戦前には課税基準とするためエンジンのシリンダ内径を基準とした「警視庁馬力」という単位があった。例えばダイハツ「ツバサ号三輪トラック」（1932年）は最高出力が警視庁馬力で5馬力だった。

## 業務用エアコンにおける馬力
日本では、エア・コンディショナー（エアコン）（特に業務用大型空調設備）の能力を「馬力」で表現することがあるが、この「馬力」は、仏馬力とも英馬力とも全く異なるものであり、元来は、冷媒圧縮機を動かすモーターの出力（1馬力≒750 W）を示していたが、現在では圧縮機電動機のインバータ駆動、膨張弁の電子制御などの高効率化により、モーターの出力とエアコンの馬力とは全く一致しない。また、計量法上の「単位」としても全く認められていない。
暖房と冷房とでワット数が異なるものについて同一の「馬力」として換算するなど、正式な換算式があるわけではないが、冷房能力について言えば、1馬力 = 2.8 kW（= 約2,409 kcal/h）程度の空調能力（木造6畳強/RC造8畳強相当の空間を冷やす能力）である。
したがって、通常に用いられる馬力（735 - 750 W）とは4倍弱の違いがある。

## 仕事率の具体例
| 人間                      | 1馬力                   | 継続的に発揮できる仕事率は約0.14馬力         |
| 原動機付自転車            | 4.5 - 7.5馬力           |                                              |
| 競走馬                    | 15 - 20馬力             | 継続的に発揮できる仕事率は2 - 3馬力程度      |
| 軽自動車                  | 40 - 64馬力             | 自動車馬力規制(1987年)による上限             |
| 四輪自動車                | 64 - 300馬力            | ものによっては1,000馬力を超す                |
| 大型トラック、大型バス    | 250 - 600馬力           | 世界最大のものは4,000馬力                    |
| F1カー                    | 930 - 980馬力           |                                              |
| 零式艦上戦闘機            | 1,130馬力               | 22型・52型栄 (エンジン)                      |
| 蒸気機関車                | 1,400馬力               | 国鉄D51形蒸気機関車                          |
| 戦車                      | 1,500馬力（約）         | 機密扱いの為正確な数値は不明                 |
| 貨物列車                  | 2,000 - 8,000馬力       |                                              |
| 小 - 中型ヘリコプター     | 124 - 3,600馬力         | 小型機：R22 - 中型機：UH-60                  |
| 大型輸送ヘリコプター      | 1万2,300 - 2万2,480馬力 | CH-46 - Mi-26（世界最大）                    |
| 新幹線                    | 2万3,200馬力            | N700系電車16両編成                           |
| プロペラ機                | 200 - 2万馬力           |                                              |
| ジェット機                | 1万 - 7万馬力           | 本来ジェットには馬力の概念はなく推力を用いる |
| タイタニック(客船)        | 4万6,000馬力            |                                              |
| F-4戦闘機                 | 8万4,000馬力            | 4万2,000馬力×2                               |
| 戦艦大和                  | 15万3,553馬力           |                                              |
| F-15戦闘機                | 20万馬力                | 10万馬力×2                                   |
| 原子力空母                | 28万馬力                | ニミッツ級航空母艦                           |
| LE-7A（ロケットエンジン） | 318万馬力               |                                              |

## 符号位置
| 記号 | Unicode | JIS X 0213 | 文字参照          | 名称 |
| ---- | ------- | ---------- | ----------------- | ---- |
| ㏋   | U+33CB  | -          | &#x33CB; &#13259; | 馬力 |

Unicodeには、馬力を表す上記の文字が収録されている。これはCJK互換用文字であり、既存の文字コードに対する後方互換性のために収録されているものであるので、使用は推奨されない。